# Elisabeth van Engeland

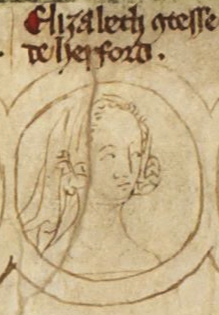
Elisabeth in een miniatuur uit de 14e eeuw.

Elisabeth, gravin van Hereford (ook Elisabeth van Rhuddlan genoemd; Rhuddlan Castle, augustus 1282 — 5 mei 1316) was een Engelse koningsdochter.

## Herkomst
Elisabeth was afkomstig uit de koninklijke familie Plantagenet. Ze was de jongste dochter van koning Eduard I en diens eerste echtgenote Eleonora van Castilië. Ze werd begin augustus 1282 tijdens de verovering van Wales in Rhuddlan Castle geboren.

## Leven
Reeds vroeg verloofde haar vader haar met Jan, de erfgenaam van graaf Floris V van Holland. Tijdens de Frans-Engelse Oorlog van 1294 tot 1298 zocht haar vader bondgenoten tegen Frankrijk. Toen graaf Floris zijn bondgenootschap met Engeland wou verbreken, werd hij in 1296 door opstandige edelen, waarschijnlijk met Engelse steun, vermoord.
Zijn jonge zoon en erfgenaam, Jan, vernieuwde de alliantie met Engeland, waarop in januari 1297 in Engeland zijn huwelijk met Elisabeth plaatsvond. Elisabeth bleef echter op verzoek van haar vader aanvankelijk in Engeland, tot ze vanwege de dringende vraag van haar man in de herfst van 1297 naar Holland afreisde. Na het overlijden van haar man in november 1299 keerde ze terug naar Engeland, waar haar vader weer voor haar onderhoud instond.
Op 14 november 1302 trouwde ze in Westminster Abbey met de Engels magnaat Humphrey de Bohun, 4e graaf van Hereford. Net zoals reeds in 1290 de graaf van Gloucester had moeten doen, moest haar man voor zijn huwelijk met een koningsdochter met de koning een verdrag sluiten, waarin hij zijn bezittingen aan de koning overdroeg. Na het huwelijk kreeg hij dan zijn bezittingen samen met zijn vrouw, Elisabeth, terug, zodat in het geval van zijn overlijden zij zijn bezittingen zou ontvangen. In tegenstelling tot wat het geval was bij de graaf van Gloucester kon ze deze bezittingen niet aan kinderen uit een later huwelijk nalaten. Ook na haar huwelijk met De Bohun leefde Elisabeth aanvankelijk vaak aan het hof van haar vader, tot deze in 1307 overleed.
Ze stierf kort na de geboorte van haar dochter Isabella, en werd in Walden Abbey in Essex, in het familiegraf van de familie van Bohun bijgezet.

## Nakomelingen
Elisabeths eerste huwelijk met Jan van Holland bleef kinderloos. Met haar tweede man Humphrey de Bohun had ze elf kinderen:
1. Hugh de Bohun (in 1305 gestorven als kind)
2. Maria de Bohun (in 1305 gestorven als kind)
3. John de Bohun, 5e graaf van Hereford (overleden in 1335)
4. Humphrey de Bohun, 6e graaf van Hereford (1309-1361)
5. Eduard de Bohun (ca. 1311-1334)
6. William de Bohun, 1e graaf van Northampton (overleden in 1360)
7. Eleanora de Bohun (overleden in 1363), ∞ I in 1327 James Butler, 1e graaf van Ormonde, ∞ II Thomas Dagworth
8. Margaretha de Bohun (overleden in 1391) ∞ Hugh de Courtenay, 2e graaf van Devon
9. Edmund de Bohun ∞ Mathilda (Maud) de Bohun, 2. Barones Segrave (overleden rond 1334)
10. Eneas de Bohun (overleden voor 1343)
11. Isabella de Bohun (overleden in 1316)

## Kwartierstaat (voorouders)
| Jan zonder Land (ca. 1166-1216)   | Jan zonder Land (ca. 1166-1216)   | Jan zonder Land (ca. 1166-1216)   | Jan zonder Land (ca. 1166-1216)   | Jan zonder Land (ca. 1166-1216)      | Jan zonder Land (ca. 1166-1216)      | Isabella van Angoulême (ca. 1188-1246 ) | Isabella van Angoulême (ca. 1188-1246 ) | Isabella van Angoulême (ca. 1188-1246 ) | Isabella van Angoulême (ca. 1188-1246 ) | Isabella van Angoulême (ca. 1188-1246 ) | Isabella van Angoulême (ca. 1188-1246 ) |                                   |                                   | Raymond Berengarius V van Provence (1198-1245) | Raymond Berengarius V van Provence (1198-1245) | Raymond Berengarius V van Provence (1198-1245) | Raymond Berengarius V van Provence (1198-1245) | Raymond Berengarius V van Provence (1198-1245) | Raymond Berengarius V van Provence (1198-1245) | Beatrix van Savoye (1205-1266)        | Beatrix van Savoye (1205-1266)        | Beatrix van Savoye (1205-1266) | Beatrix van Savoye (1205-1266) | Beatrix van Savoye (1205-1266)         | Beatrix van Savoye (1205-1266)         |                                        |                                        | Alfons IX van León (1171-1230)         | Alfons IX van León (1171-1230)         | Alfons IX van León (1171-1230) | Alfons IX van León (1171-1230) | Alfons IX van León (1171-1230)         | Alfons IX van León (1171-1230)         | Berenguela van Castilië (1180-1246)    | Berenguela van Castilië (1180-1246)    | Berenguela van Castilië (1180-1246)    | Berenguela van Castilië (1180-1246)    | Berenguela van Castilië (1180-1246) | Berenguela van Castilië (1180-1246) |                                    |                                    | Simon van Dammartin (ca. 1180-1239) | Simon van Dammartin (ca. 1180-1239) | Simon van Dammartin (ca. 1180-1239)   | Simon van Dammartin (ca. 1180-1239)   | Simon van Dammartin (ca. 1180-1239)   | Simon van Dammartin (ca. 1180-1239)   | Maria van Ponthieu (1199-1250)        | Maria van Ponthieu (1199-1250)        | Maria van Ponthieu (1199-1250) | Maria van Ponthieu (1199-1250) | Maria van Ponthieu (1199-1250) | Maria van Ponthieu (1199-1250) |  |  |  |  |  |  |  |  |  |  |  |  |  |  |  |  |  |  |  |  |  |  |  |  |  |  |  |  |  |  |  |  |  |  |  |  |  |  |  |  |  |  |  |  |  |  |  |  |
| Jan zonder Land (ca. 1166-1216)   | Jan zonder Land (ca. 1166-1216)   | Jan zonder Land (ca. 1166-1216)   | Jan zonder Land (ca. 1166-1216)   | Jan zonder Land (ca. 1166-1216)      | Jan zonder Land (ca. 1166-1216)      | Isabella van Angoulême (ca. 1188-1246 ) | Isabella van Angoulême (ca. 1188-1246 ) | Isabella van Angoulême (ca. 1188-1246 ) | Isabella van Angoulême (ca. 1188-1246 ) | Isabella van Angoulême (ca. 1188-1246 ) | Isabella van Angoulême (ca. 1188-1246 ) |                                   |                                   | Raymond Berengarius V van Provence (1198-1245) | Raymond Berengarius V van Provence (1198-1245) | Raymond Berengarius V van Provence (1198-1245) | Raymond Berengarius V van Provence (1198-1245) | Raymond Berengarius V van Provence (1198-1245) | Raymond Berengarius V van Provence (1198-1245) | Beatrix van Savoye (1205-1266)        | Beatrix van Savoye (1205-1266)        | Beatrix van Savoye (1205-1266) | Beatrix van Savoye (1205-1266) | Beatrix van Savoye (1205-1266)         | Beatrix van Savoye (1205-1266)         |                                        |                                        | Alfons IX van León (1171-1230)         | Alfons IX van León (1171-1230)         | Alfons IX van León (1171-1230) | Alfons IX van León (1171-1230) | Alfons IX van León (1171-1230)         | Alfons IX van León (1171-1230)         | Berenguela van Castilië (1180-1246)    | Berenguela van Castilië (1180-1246)    | Berenguela van Castilië (1180-1246)    | Berenguela van Castilië (1180-1246)    | Berenguela van Castilië (1180-1246) | Berenguela van Castilië (1180-1246) |                                    |                                    | Simon van Dammartin (ca. 1180-1239) | Simon van Dammartin (ca. 1180-1239) | Simon van Dammartin (ca. 1180-1239)   | Simon van Dammartin (ca. 1180-1239)   | Simon van Dammartin (ca. 1180-1239)   | Simon van Dammartin (ca. 1180-1239)   | Maria van Ponthieu (1199-1250)        | Maria van Ponthieu (1199-1250)        | Maria van Ponthieu (1199-1250) | Maria van Ponthieu (1199-1250) | Maria van Ponthieu (1199-1250) | Maria van Ponthieu (1199-1250) |  |  |  |  |  |  |  |  |  |  |  |  |  |  |  |  |  |  |  |  |  |  |  |  |  |  |  |  |  |  |  |  |  |  |  |  |  |  |  |  |  |  |  |  |  |  |  |  |
|                                   |                                   |                                   |                                   |                                      |                                      |                                         |                                         |                                         |                                         |                                         |                                         |                                   |                                   |                                                |                                                |                                                |                                                |                                                |                                                |                                       |                                       |                                |                                |                                        |                                        |                                        |                                        |                                        |                                        |                                |                                |                                        |                                        |                                        |                                        |                                        |                                        |                                     |                                     |                                    |                                    |                                     |                                     |                                       |                                       |                                       |                                       |                                       |                                       |                                |                                |                                |                                |  |  |  |  |  |  |  |  |  |  |  |  |  |  |  |  |  |  |  |  |  |  |  |  |  |  |  |  |  |  |  |  |  |  |  |  |  |  |  |  |  |  |  |  |  |  |  |  |
|                                   |                                   |                                   |                                   | Hendrik III van Engeland (1207-1272) | Hendrik III van Engeland (1207-1272) | Hendrik III van Engeland (1207-1272)    | Hendrik III van Engeland (1207-1272)    | Hendrik III van Engeland (1207-1272)    | Hendrik III van Engeland (1207-1272)    |                                         |                                         |                                   |                                   |                                                |                                                | Eleonora van Provence (ca. 1223-1291)          | Eleonora van Provence (ca. 1223-1291)          | Eleonora van Provence (ca. 1223-1291)          | Eleonora van Provence (ca. 1223-1291)          | Eleonora van Provence (ca. 1223-1291) | Eleonora van Provence (ca. 1223-1291) |                                |                                |                                        |                                        |                                        |                                        |                                        |                                        |                                |                                | Ferdinand III van Castilië (1199-1252) | Ferdinand III van Castilië (1199-1252) | Ferdinand III van Castilië (1199-1252) | Ferdinand III van Castilië (1199-1252) | Ferdinand III van Castilië (1199-1252) | Ferdinand III van Castilië (1199-1252) |                                     |                                     |                                    |                                    |                                     |                                     | Johanna van Dammartin (ca. 1220-1279) | Johanna van Dammartin (ca. 1220-1279) | Johanna van Dammartin (ca. 1220-1279) | Johanna van Dammartin (ca. 1220-1279) | Johanna van Dammartin (ca. 1220-1279) | Johanna van Dammartin (ca. 1220-1279) |                                |                                |                                |                                |  |  |  |  |  |  |  |  |  |  |  |  |  |  |  |  |  |  |  |  |  |  |  |  |  |  |  |  |  |  |  |  |  |  |  |  |  |  |  |  |  |  |  |  |  |  |  |  |
|                                   |                                   |                                   |                                   | Hendrik III van Engeland (1207-1272) | Hendrik III van Engeland (1207-1272) | Hendrik III van Engeland (1207-1272)    | Hendrik III van Engeland (1207-1272)    | Hendrik III van Engeland (1207-1272)    | Hendrik III van Engeland (1207-1272)    |                                         |                                         |                                   |                                   |                                                |                                                | Eleonora van Provence (ca. 1223-1291)          | Eleonora van Provence (ca. 1223-1291)          | Eleonora van Provence (ca. 1223-1291)          | Eleonora van Provence (ca. 1223-1291)          | Eleonora van Provence (ca. 1223-1291) | Eleonora van Provence (ca. 1223-1291) |                                |                                |                                        |                                        |                                        |                                        |                                        |                                        |                                |                                | Ferdinand III van Castilië (1199-1252) | Ferdinand III van Castilië (1199-1252) | Ferdinand III van Castilië (1199-1252) | Ferdinand III van Castilië (1199-1252) | Ferdinand III van Castilië (1199-1252) | Ferdinand III van Castilië (1199-1252) |                                     |                                     |                                    |                                    |                                     |                                     | Johanna van Dammartin (ca. 1220-1279) | Johanna van Dammartin (ca. 1220-1279) | Johanna van Dammartin (ca. 1220-1279) | Johanna van Dammartin (ca. 1220-1279) | Johanna van Dammartin (ca. 1220-1279) | Johanna van Dammartin (ca. 1220-1279) |                                |                                |                                |                                |  |  |  |  |  |  |  |  |  |  |  |  |  |  |  |  |  |  |  |  |  |  |  |  |  |  |  |  |  |  |  |  |  |  |  |  |  |  |  |  |  |  |  |  |  |  |  |  |
|                                   |                                   |                                   |                                   |                                      |                                      |                                         |                                         |                                         |                                         | Eduard I van Engeland (1239-1307)       | Eduard I van Engeland (1239-1307)       | Eduard I van Engeland (1239-1307) | Eduard I van Engeland (1239-1307) | Eduard I van Engeland (1239-1307)              | Eduard I van Engeland (1239-1307)              |                                                |                                                |                                                |                                                |                                       |                                       |                                |                                |                                        |                                        |                                        |                                        |                                        |                                        |                                |                                |                                        |                                        |                                        |                                        |                                        |                                        | Eleonora van Castilië (1241-1290)   | Eleonora van Castilië (1241-1290)   | Eleonora van Castilië (1241-1290)  | Eleonora van Castilië (1241-1290)  | Eleonora van Castilië (1241-1290)   | Eleonora van Castilië (1241-1290)   |                                       |                                       |                                       |                                       |                                       |                                       |                                |                                |                                |                                |  |  |  |  |  |  |  |  |  |  |  |  |  |  |  |  |  |  |  |  |  |  |  |  |  |  |  |  |  |  |  |  |  |  |  |  |  |  |  |  |  |  |  |  |  |  |  |  |
|                                   |                                   |                                   |                                   |                                      |                                      |                                         |                                         |                                         |                                         | Eduard I van Engeland (1239-1307)       | Eduard I van Engeland (1239-1307)       | Eduard I van Engeland (1239-1307) | Eduard I van Engeland (1239-1307) | Eduard I van Engeland (1239-1307)              | Eduard I van Engeland (1239-1307)              |                                                |                                                |                                                |                                                |                                       |                                       |                                |                                |                                        |                                        |                                        |                                        |                                        |                                        |                                |                                |                                        |                                        |                                        |                                        |                                        |                                        | Eleonora van Castilië (1241-1290)   | Eleonora van Castilië (1241-1290)   | Eleonora van Castilië (1241-1290)  | Eleonora van Castilië (1241-1290)  | Eleonora van Castilië (1241-1290)   | Eleonora van Castilië (1241-1290)   |                                       |                                       |                                       |                                       |                                       |                                       |                                |                                |                                |                                |  |  |  |  |  |  |  |  |  |  |  |  |  |  |  |  |  |  |  |  |  |  |  |  |  |  |  |  |  |  |  |  |  |  |  |  |  |  |  |  |  |  |  |  |  |  |  |  |
|                                   |                                   |                                   |                                   |                                      |                                      |                                         |                                         |                                         |                                         |                                         |                                         |                                   |                                   |                                                |                                                |                                                |                                                |                                                |                                                |                                       |                                       |                                |                                |                                        |                                        |                                        |                                        |                                        |                                        |                                |                                |                                        |                                        |                                        |                                        |                                        |                                        |                                     |                                     |                                    |                                    |                                     |                                     |                                       |                                       |                                       |                                       |                                       |                                       |                                |                                |                                |                                |  |  |  |  |  |  |  |  |  |  |  |  |  |  |  |  |  |  |  |  |  |  |  |  |  |  |  |  |  |  |  |  |  |  |  |  |  |  |  |  |  |  |  |  |  |  |  |  |
|                                   |                                   |                                   |                                   |                                      |                                      |                                         |                                         |                                         |                                         |                                         |                                         |                                   |                                   |                                                |                                                |                                                |                                                |                                                |                                                |                                       |                                       |                                |                                |                                        |                                        |                                        |                                        |                                        |                                        |                                |                                |                                        |                                        |                                        |                                        |                                        |                                        |                                     |                                     |                                    |                                    |                                     |                                     |                                       |                                       |                                       |                                       |                                       |                                       |                                |                                |                                |                                |  |  |  |  |  |  |  |  |  |  |  |  |  |  |  |  |  |  |  |  |  |  |  |  |  |  |  |  |  |  |  |  |  |  |  |  |  |  |  |  |  |  |  |  |  |  |  |  |
| Eleonora van Engeland (1269-1298) | Eleonora van Engeland (1269-1298) | Eleonora van Engeland (1269-1298) | Eleonora van Engeland (1269-1298) | Eleonora van Engeland (1269-1298)    | Eleonora van Engeland (1269-1298)    |                                         |                                         | Johanna van Akko (1271-1307)            | Johanna van Akko (1271-1307)            | Johanna van Akko (1271-1307)            | Johanna van Akko (1271-1307)            | Johanna van Akko (1271-1307)      | Johanna van Akko (1271-1307)      |                                                |                                                | Alfons van Chester (1273-1284)                 | Alfons van Chester (1273-1284)                 | Alfons van Chester (1273-1284)                 | Alfons van Chester (1273-1284)                 | Alfons van Chester (1273-1284)        | Alfons van Chester (1273-1284)        |                                |                                | Margaretha van Engeland (1275-na 1333) | Margaretha van Engeland (1275-na 1333) | Margaretha van Engeland (1275-na 1333) | Margaretha van Engeland (1275-na 1333) | Margaretha van Engeland (1275-na 1333) | Margaretha van Engeland (1275-na 1333) |                                |                                | Elisabeth van Engeland (1282-1316)     | Elisabeth van Engeland (1282-1316)     | Elisabeth van Engeland (1282-1316)     | Elisabeth van Engeland (1282-1316)     | Elisabeth van Engeland (1282-1316)     | Elisabeth van Engeland (1282-1316)     |                                     |                                     | Eduard II van Engeland (1284-1327) | Eduard II van Engeland (1284-1327) | Eduard II van Engeland (1284-1327)  | Eduard II van Engeland (1284-1327)  | Eduard II van Engeland (1284-1327)    | Eduard II van Engeland (1284-1327)    |                                       |                                       | 10 broers en zusters                  | 10 broers en zusters                  | 10 broers en zusters           | 10 broers en zusters           | 10 broers en zusters           | 10 broers en zusters           |  |  |  |  |  |  |  |  |  |  |  |  |  |  |  |  |  |  |  |  |  |  |  |  |  |  |  |  |  |  |  |  |  |  |  |  |  |  |  |  |  |  |  |  |  |  |  |  |